# Batalla de Sirmium
La batalla de Sirmium, batalla de Semlin o batalla de Zemun (en húngaro: Zimonyi csata) se libró el 8 de julio de 1167 entre el Imperio bizantino (también conocido como Imperio romano de Oriente), y el Reino de Hungría. Los bizantinos lograron una victoria decisiva, obligando a los húngaros a pedir la paz y aceptar los términos impuestos por Bizancio. La batalla consolidó el control bizantino de los Balcanes occidentales.

## Contexto
Desde mediados del siglo XI, el Reino de Hungría se había expandido hacia el sur, con el propósito de anexionarse regiones de Dalmacia y Croacia.
Esto, y las alianzas húngaras con principados serbios, generó un aumento de la tensión entre el Imperio bizantino (con capital en Constantinopla) y el Reino de Hungría, que consideraba la expansión húngara como una como una potencial amenaza a la posición bizantina en los Balcanes. Bizantinos y húngaros se invadieron mutuamente, y los bizantinos apoyaron regularmente a los pretendientes al trono húngaro.
Las tensiones y estallidos de violencia entre ambos poderes alcanzaron su cénit en las décadas de 1150 y 1160.
El emperador bizantino Manuel I Comneno intentó llegar a acuerdos diplomáticos y dinásticos con el Reino de Hungría. En 1163, según los términos de un tratado de paz en vigor, Béla III, hermano menor del rey húngaro Esteban III fue enviado a Constantinopla para ser educado bajo la tutela personal del propio emperador. Como pariente de Manuel (la madre de Manuel era una princesa húngara) y prometido de su hija, Béla se convirtió en un déspotes (título creado para él) y en 1165 fue nombrado heredero al trono con el nombre de Alexios.
Como también era el heredero al trono húngaro, la unión de ambos estados era una posibilidad real. Pero en 1167, el Rey Esteban se negó a entregar a Manuel el control de los territorios que conformaban el infantazgo de Béla-Alexios, lo que provocó la guerra que terminó con la Batalla de Sirmium.
En 1167, Manuel no pudo tomar parte personalmente en la batalla por problemas de salud, por lo que nombró «megaduque» a su sobrino Andrónico Contostéfano y lo puso al frente de su ejército, con órdenes de enfrentarse en batalla al ejército húngaro.

## La batalla
A comienzos del verano de 1167, el ejército bizantino dirigido por Andrónico logró forzar una batalla contra un gran ejército húngaro cerca de Sirmium, 75 km al noroeste de Belgrado (en la actual Serbia). La información más detallada de la batalla fue hecha por el historiador bizantino Juan Cinnamo.

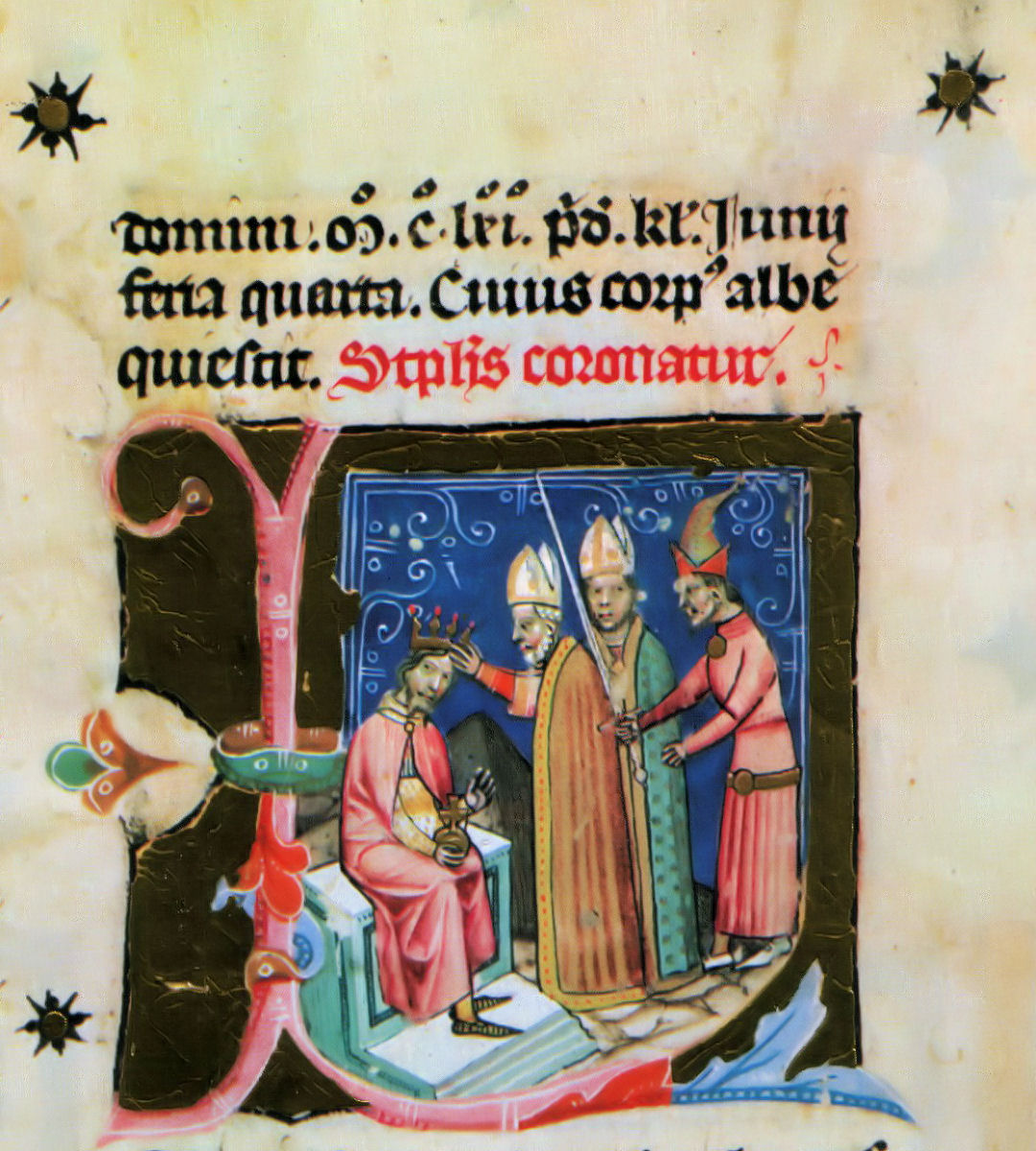
Coronación del rey Esteban III de Hungría.

El ejército bizantino estaba formado por un tercio de extranjeros y dos tercios de soldados nativos.
Fue dispuesto en tres divisiones, como era la práctica habitual, a cierta distancia del río Sava, que quedaba a la espalda. La principal línea de batalla estaba protegida por una pantalla de arqueros a caballo ―turcos y cumanos― y algunos caballeros mercenarios occidentales, que constituían la vanguardia del ejército. El centro, que venía a ser la retaguardia, estaba mandado por Contostéfanos, y estaba formada por unidades de la guardia imperial, incluyendo los Varegos y Hetaireiai, unidades de mercenarios italianos de Lombardía (probablemente lanceros) y una unidad aliada de 500 soldados serbios blindados.
Excepcionalmente, Contostéfano estaba también al frente de los compañeros del emperador (los oikeoi o tropas personales) bajo su mando.
El ala izquierda, que era la segunda en orden de marcha, se componía de unidades regulares bizantinas y aliadas dispuestas en cuatro taxiarquías o "brigadas" bajo Demetrios y George Branas, Tatikios Aspietes
y Kogh Vasil. A la derecha ―la tercera división― se situaban las unidades de élite bizantinas y mercenarios alemanes, junto con algunas unidades turcas. Esta división era comandada por el cartularios Andronikos Lampardas y, probablemente, Juan Contostéfano, hermano del megaduque. Cerca de cada división de las alas, según una práctica bizantina, se ubicaban unidades para cubrir los flancos bizantinos o para rodear al enemigo y atacar su retaguardia si se presentaba la ocasión (prokursatores en el flanco derecho y defensores de la izquierda, según antiguos tratados militares).
Tres taxiarquías de infantería y arqueros, con numerosos turcos acorazados (probablemente también de infantería), se situaban detrás del centro como reserva.
El comandante húngaro, Dénes, conde de Bács (llamado Dionysios en las fuentes bizantinas), dispuso su ejército, que incluía aliados alemanes, en tres divisiones en una sola amplia línea de batalla. Aunque las fuentes bizantinas informan de que era un ejército mixto de infantería y caballería, sin distinción, esto probablemente refleja un orden de combate con la infantería en el centro y detrás la caballería, que era el arma ofensiva por excelencia de los húngaros. Coniates describe el ejército húngaro como formado por caballeros, arqueros e infantería ligera. Ejércitos húngaros contemporáneos carecían a menudo de infantería y las fuentes bizantinas, posiblemente mencionaban a los asistentes y otro personal del campo como infantería. Los soldados de la primera fila de la caballería húngara se describen como fuertemente acorazados, tanto ellos como sus caballos.
La batalla comenzó con el avance de los arqueros montados bizantinos que hostigaron a las líneas opuestas provocándoles para que cargaran contra ellos para recular después. Esta maniobra fue un éxito y toda la línea húngara se adelantó. El ala izquierda bizantina, con la excepción de las brigadas de Kogh Vasil y Tatikios, recibió la carga y se rompió, posiblemente fingiendo una retirada hacia el río, donde volvió a formar rápidamente. El centro y la derecha de las líneas bizantinas resistieron la carga y el ala derecha contraatacó, al mismo tiempo que las unidades del ala izquierda se reagrupaban y se incorporaban de nuevo a la lucha, atacando a los húngaros, atrapados por las dos taxiarquías que no se habían retirado. Andrónico Lampardas lanzó entonces un ataque sobre las tropas que mandaba el comandante húngaro y las bloqueó; se produjo entonces un combate cuerpo a cuerpo mortal en la que la caballería pesada bizantina recurrió al uso de sus temidas mazas de hierro. La batalla había llegado a un punto decisivo. Contostéfano, viendo la situación, recurrió a sus tropas de reserva. Contraatacó por el centro, adelantando a toda su infantería y haciendo retroceder a las tropas húngaras. Las divisiones enemigas comenzaron a retirarse en desbandada y todo el ejército húngaro huyó.
Los bizantinos capturaron las insignias húngaras, depositadas en un carro de bueyes similar a un carracio italiano. El caballo de guerra del conde Dénes, también fue capturado, pese a que el comandante húngaro logró escapar. Muchos de los húngaros fueron muertos o capturados por la flotilla bizantina estacionada en el río que debían cruzar para alcanzar la zona segura. Cinco altos mandos húngaros con el título Župan fueron capturados, junto con otros 800 soldados. Se obtuvieron más de dos mil armaduras de los muertos e innumerables cascos, escudos y espadas. Al día siguiente, el ejército bizantino saqueó el campamento enemigo.

## Consecuencias

Mapa de las tierras del Mediterráneo mostrando el control bizantino de los Balcanes occidentales (c. 1170).

Los húngaros demandaron la paz según los términos impuestos por Bizancio y reconocieron el control imperial sobre Bosnia, Dalmacia, Croacia al sur del río Krka, así como de Fruška Gora.
También accedieron a entregar rehenes a cambio de su buena conducta; a pagar tributo a Bizancio y a proporcionar tropas si se les requería. La batalla de Sirmium completó el plan de Manuel de proteger su frontera norte.
Cuando nació el hijo de Manuel, Béla fue desposeído del título de déspota y su posición como heredero al trono imperial.
En 1172 murió Esteban III, y Béla, con la ayuda del emperador Manuel, se apoderó del trono del Reino de Hungría. Béla tuvo que jurar que no volvería a atacar a Manuel y se mantuvo leal al imperio hasta la muerte de Manuel, pero tras esta reinició sus ataques, conquistando o anexionando tierras anteriormente en manos de los bizantinos.